# Ле-Гаррик
Ле-Гарри́к (фр. Le Garric, окс. Lo Garric) — коммуна во Франции, находится в регионе Юг — Пиренеи. Департамент — Тарн. Входит в состав кантона Альби-4. Округ коммуны — Альби.
Код INSEE коммуны — 81101.

## География

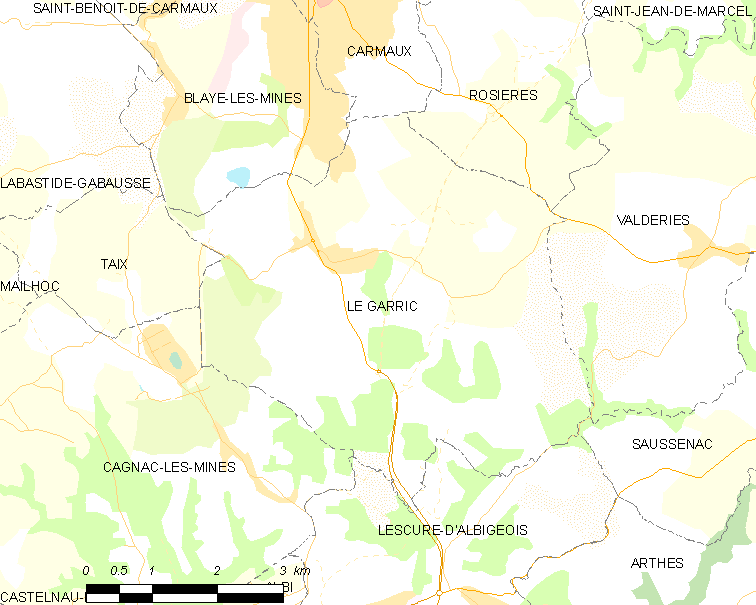
Карта коммуны

Коммуна расположена приблизительно в 540 км к югу от Парижа, в 75 км северо-восточнее Тулузы, в 10 км к северу от Альби.

## Климат
Климат умеренно-океанический. Зима мягкая и дождливая, лето жаркое с частыми грозами. Ветры довольно редки.

## Население
Население коммуны на 2010 год составляло 1163 человека.
| 1962 | 1968 | 1975 | 1982 | 1990 | 1999 | 2010 |
| ---- | ---- | ---- | ---- | ---- | ---- | ---- |
| 1190 | 1059 | 1130 | 1207 | 1248 | 1124 | 1163 |

## Администрация
| Период | Период | Фамилия         | Партия                              | Примечания |
| ------ | ------ | --------------- | ----------------------------------- | ---------- |
| 1995   | 2008   | Робер Раффанель | Французская коммунистическая партия |            |
| 2008   | 2020   | Кристиан Ведель | Социалистическая партия             |            |

## Экономика
В 2007 году среди 734 человек в трудоспособном возрасте (15—64 лет) 513 были экономически активными, 221 — неактивными (показатель активности — 69,9 %, в 1999 году было 63,2 %). Из 513 активных работали 486 человек (261 мужчина и 225 женщин), безработных было 27 (8 мужчин и 19 женщин). Среди 221 неактивных 55 человек были учениками или студентами, 94 — пенсионерами, 72 были неактивными по другим причинам.